# Henri Sanson
Pour les articles homonymes, voir Sanson.
Henri Marcel Sanson, né le 18 mai 1917 à Seiches-sur-le-Loir et mort le 26 octobre 2010 à La Chauderaie (Francheville), est un jésuite, chercheur, penseur et écrivain. Par ses écrits, il est une figure emblématique franco-algérienne de la deuxième moitié du XXe siècle. Son œuvre est incontournable pour toute personne qui s'intéresserait à l'Algérie de la 2e moitié du XXe siècle.

## Biographie
Henri Sanson est né en 1917, à Seiches-sur-le-Loir, dans une famille paternelle originaire d’Évreux et une famille maternelle musulmane originaire de l’Oranais. Son grand-père maternel, Hamou Smaïn est né à Mazagran en 1864. Jésuite depuis 1940, algérien en Algérie, français en France, il est titulaire d'un doctorat ès lettres soutenu, en 1952, devant l'université d'Alger. Fondateur et directeur du Secrétariat social d’Alger et chercheur au CNRS de France. Il est mort le 26 octobre 2010 à La Chauderaie (Francheville).
Concernant son œuvre, Mehenni Akbal recense "deux-cents écrits publiés, dont vingt-quatre ouvrages. À cela s’ajoutent une centaine de conférences et communications n’ayant pas fait l’objet de publication. Henri Sanson est un écrivain prolifique".
Pour Akbal, "l’œuvre est résolument éclectique. Elle traite autant de la spiritualité que de la religion (Islam et Christianisme) et du développement, de l’histoire, de la sociologie … de l’éducation, de la formation, de la société et de la famille. Toute son œuvre est ancrée dans l’Algérie".
Akbal s'interroge : "en s’imprégnant de cette pensée éclectique, qui peut, de prime abord, paraître éparse, on se prend à se demander qui est en réalité le Père Henri Sanson ? Est-il théologien ? Philosophe ? Sociologue ?"  Il répond : Père Sanson "est en fait tout cela à la fois. C’est un penseur génial. Un intellectuel éclairé dont la vision et l’ouverture sur le monde n’ont pas laissé sa réflexion se fixer sur une seule thématique qu’il aurait définitivement classée dans un bord ou dans un autre". Akbal ajoute : "Père Henri Sanson n’est pas simplement un intellectuel. Il est aussi un littéraire. C’est un homme de cœur qui témoigne, lorsqu’il écrit, de sa propre existence. De fait, ses réflexions sont le plus souvent construites en référence à la représentation chrétienne qui est la sienne"

## Œuvres
- L’Esprit humain selon saint Jean de la Croix, Alger, Imbert, 1952, 366 p.
- Saint Jean de la Croix entre Bossuet et Fénelon. Contribution à l'étude de la querelle du Pur Amour, Alger, Imbert, 1952, 127 p.
Ces deux ouvrages sont réédités ensemble, Paris, PUF, 1953 : thèse principale (366 p.) et thèse complémentaire (126 p.) de doctorat d’État ès lettres (traduit en espagnol).
- Spiritualité de la vie active, Le Puy, X. Mappus, 1952, 327 p. ; réédité dans une présentation nouvelle, Le Puy-Lyon, Mappus, 1962, 325 p. (traduit en espagnol, allemand, néerlandais).
- Pratique des sacrements, Le Puy-Paris, Mappus, 1960, 213 p. (traduit en espagnol).
- École et culture, un aspect de la crise de l'enseignement du second degré, Alger, Éditions du Secrétariat social d'Alger, 1963, 136 p.
- Laïcité islamique en Algérie, Paris, CNRS, 1983, 176 p.  (ISBN 2-222-03271-7)
- Christianisme au miroir de l’Islam : Essai sur la rencontre des cultures, Paris, Cerf, 1984, 194 p. (Prix de l’Académie des sciences d'outre-mer).
- Religion et laïcité : Une approche « laïque » de l’Islam, avec Mohammed Arkoun, L’Arbresle, Centre Thomas More, 1989, 70 p.
- Dialogue intérieur avec l'islam, Paris, Centurion, 1990, 209 p.
- Nazareth : Intimité spirituelle, Paris, Desclée de Brouwer, 1992, 176 p.  (ISBN 2-220-03311-2)
- Nathanaël : Un homme qui ne sait pas mentir, Paris, Desclée de Brouwer, 1993, 142 p.  (ISBN 2-220-03408-9)
- Vocation spirituelle de la vieillesse, par Henri Sanson, suivi de Dialogue sur la souffrance et la mort, par Maurice Monnoyer, Montpellier, Les Plaines, 1998, 50 p.  (ISBN 2-9502786-6-3)
- L'islam au miroir du christianisme, Namur, Fidélité, et Paris, Salvator, 2001, 125 p.
- Chemin spirituel de la vieillesse, Paris, Parole et silence, 2004, 89 p.
- Islam et christianisme au miroir l’un de l’autre : Approches d’un chrétien d’Algérie, Paris, L’Harmattan, 2008, 151 p.  (ISBN 978-2-296-06604-5)
- Spiritualité du grand âge, Paris, Parole et silence, 2009, 107 p.  (ISBN 978-2-84573-742-6)